# Hektary (Silésie)
Pour les articles homonymes, voir Hektary.
Hektary est une localité polonaise de la gmina de Siewierz, située dans le powiat de Będzin en voïvodie de Silésie.